# Hostal del Bordell
Hostal del Bordell és una masia situada al municipi de Pinell de Solsonès, a la comarca catalana del Solsonès.
Està situada a 589 m d'altitud.